# Lijst van horlogemerken
Hieronder volgt een onvolledige lijst van horlogemerken naar land van herkomst die uitsluitend horloges maken en die een lemma op Wikipedia hebben.

## België
- Ice-Watch

## Duitsland
- Lilienthal Berlin

## Italië
- Panerai

## Japan
- Casio
- Citizen
- Seiko

## Nederland
- Christiaan van der Klaauw
- Grönefeld
- Lasita
- Prisma
- TW Steel

## Rusland
- Poljot
- Raketa

## Spanje
- Festina

## Verenigde Staten
- Bulova
- Hamilton

## Zwitserland
- Adriatica
- Alpina
- Arcadia
- Audemars Piguet
- Breguet
- Breitling
- DOXA
- Edox
- Ernest Borel
- Eterna
- Franck Muller
- International Watch Company
- Jaeger-LeCoultre
- Longines
- Maurice Lacroix
- Milus
- Mondaine
- Omega
- Oris
- Patek Philippe
- Pontiac
- Raymond Weil
- Rodania
- Rolex
- Swatch
- TAG Heuer
- Tissot
- Universal Genève
- Vacheron Constantin